# Dudki (powiat olecki)
Dudki (niem. Duttken, od 1938 r. Sargensee) – wieś w Polsce położona w województwie warmińsko-mazurskim, w powiecie oleckim, w gminie Świętajno. W latach 1975–1998 miejscowość należała administracyjnie do województwa suwalskiego.
Wieś, dawniej zapisywana także jako Dutki, została założona w 1562 r., lecz wymieniana była w dokumentach już na przełomie lat 1539–1540. Wieś czynszowa na prawie chełmińskim lokowana była 19 listopada 1562 r., kiedy to starosta Krzysztof Glaubitz, w imieniu księcia Albrecht, sprzedał braciom Grzegorzowi i Marcinowi Dudkom sześć włók sołeckich i powierzył sprowadzenie osadników i założenie wsi na 60 włókach. Grzegorz Dudek zakupił w tym miejscu już wcześniej 3 włóki lasu. Nazwa wsi pochodzi od nazwiska zasadźców.
Jednoklasowa szkoła powstała w Dudkach między 1737 a 1740 r. Zatrudniony był jeden nauczyciel. W dokumentach z roku około 1800 Dudki należały do parafii Świętajno. W 1935 r. do szkoły uczęszczało 42 uczniów. W 1939 r. wieś liczyła 303 mieszkańców. Wcześniej występujące w dokumentach nazwy miejscowości to: Dullken, Dodeck, Dudken. W 1938 roku władze hitlerowskie, w ramach akcji germanizacyjnej, zmieniły nazwę wsi na Sargensee.